# عثمان بانغورا
عثمان بانغورا (بالإنجليزية: Ousmane Bangoura)‏ (مواليد 1 ديسمبر 1979 في كوناكري) لاعب كرة قدم غيني دولي معتزل كان يجيد اللعب في خط الهجوم.

## روابط خارجية
- عثمان بانغورا على موقع الاتحاد الدولي (مؤرشف)  (الإنجليزية)
- عثمان بانغورا على موقع قاعدة بيانات كرة القدم.إي يو (الإنجليزية)
- عثمان بانغورا على موقع ناشيونال فوتبول تيمز (الإنجليزية)